# Lise Vidal
Lise Vidal (Marseille, 24 november 1977 – Île de Ré, 2 juli 2021) was een Frans windsurfster. Ze was tweevoudig Europees kampioen.

## Levensloop
Vidal werd derde op de Wereldkampioenschap van 1999 op de Mistral-zeilplank, was Europees kampioen in 1999 en 2004 en won een zilveren medaille op de Middellandse Zeespelen van 2001.
Ze was lid van het Franse zeilteam van 1999 tot en met 2007 en werd later nationaal technisch manager en coach van dat team. Vidal kwam voor haar land uit op de Olympische Zomerspelen 2000 in Sydney waar ze negende werd.
Vidal stierf tijdens een vakantie plotseling op 43-jarige leeftijd aan een hersenbloeding.

## Palmares
Windsurfen
- 1999:  Europees Kampioenschap windsurfen
- 1999:  Wereldkampioenschap windsurfen | Mistral
- 2000: 9e Olympische Zomerspelen 2000 | Mistral
- 2001:  Middellandse Zeespelen | Mistral
- 2004:  Europees Kampioenschap windsurfen